# Svingelgräsfjäril
Svingelgräsfjäril, Lasiommata megera, är en fjärilsart i familjen praktfjärilar. Vingspannet varierar mellan 35 och 42 millimeter, på olika individer.

## Utseende

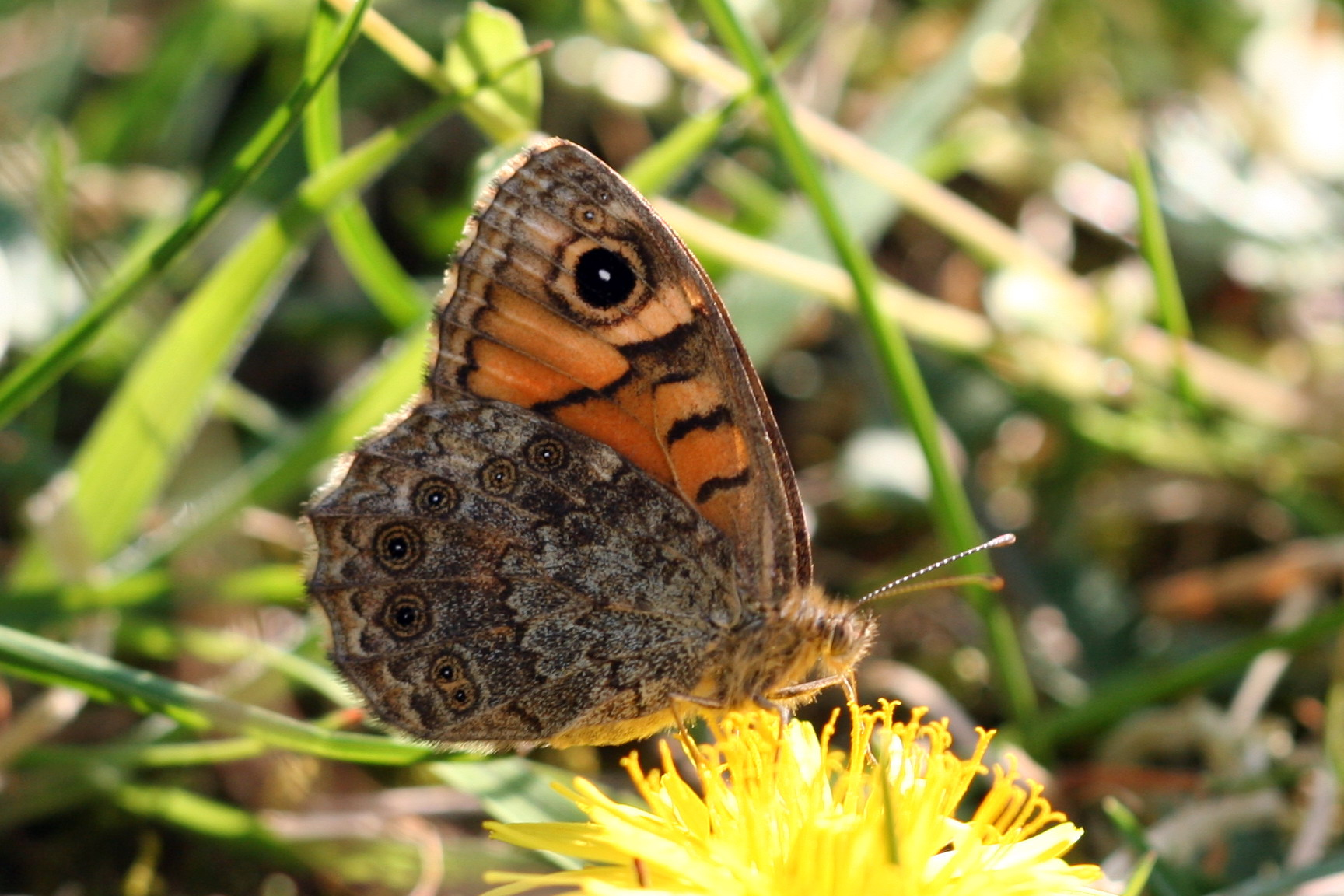
Svingelgräsfjärilens undersida.

Honan och hanen är tämligen lika i utseendet. Vingarnas ovansida är brunorange med bruna tvärlinjer och ytterkanter. I framhörnet på framvingen finns en svart fläck med vit mittprick, en ögonfläck. Ögonfläckar liknar ögon och syftet med dem är att skrämma rovdjur som vill äta upp fjärilen. Längs bakvingens ytterkant finns flera, något mindre, ögonfläckar. På undersidan är framvingen gulorange med bruna teckningar och en svart ögonfläck i framhörnet. Undersidan av bakvingen är spräcklig i ljusbrunt och grått och längs ytterkanten finns flera mindre ögonfläckar omgivna av brunorange ringar.

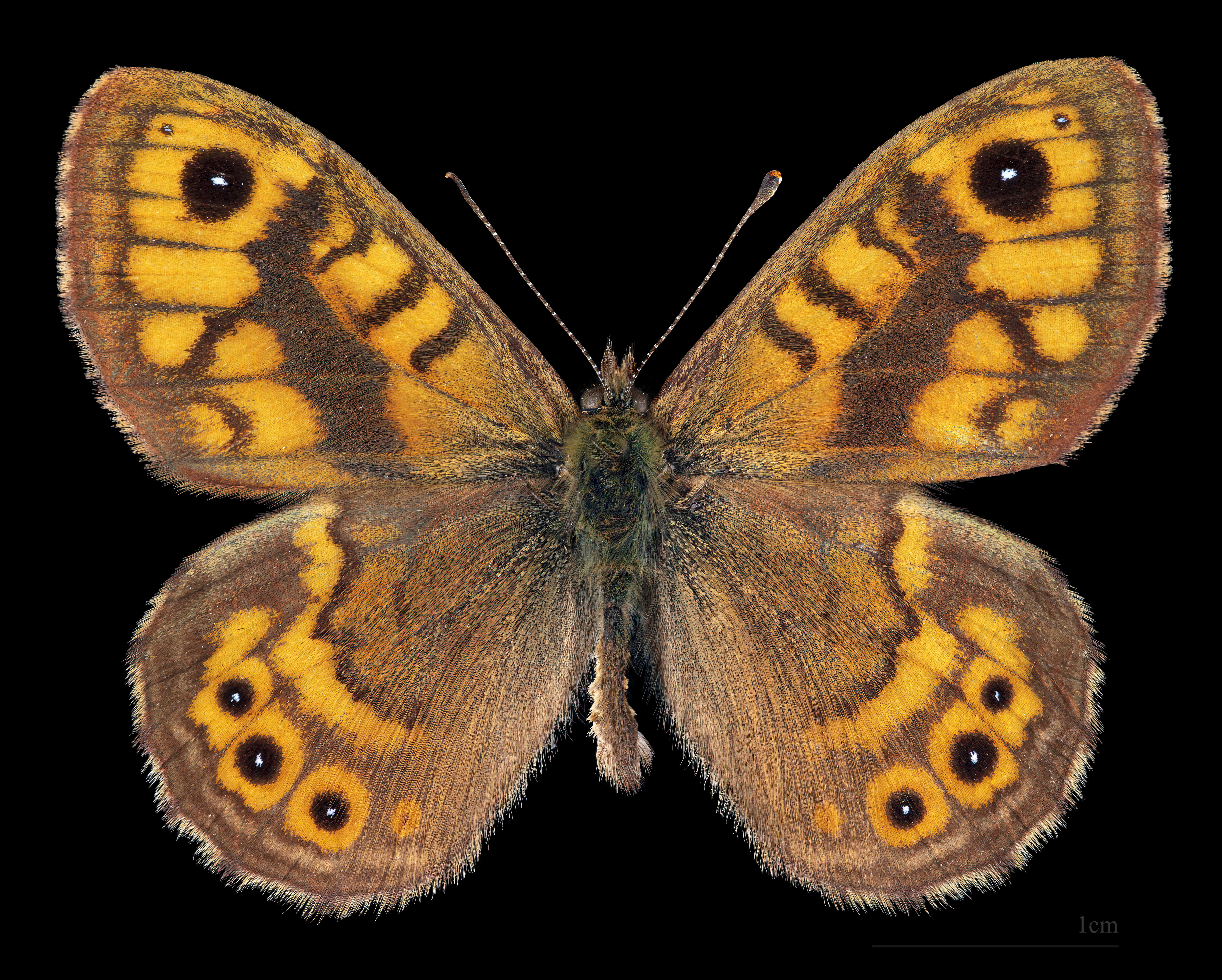
Lasiommata megera megera  ♂
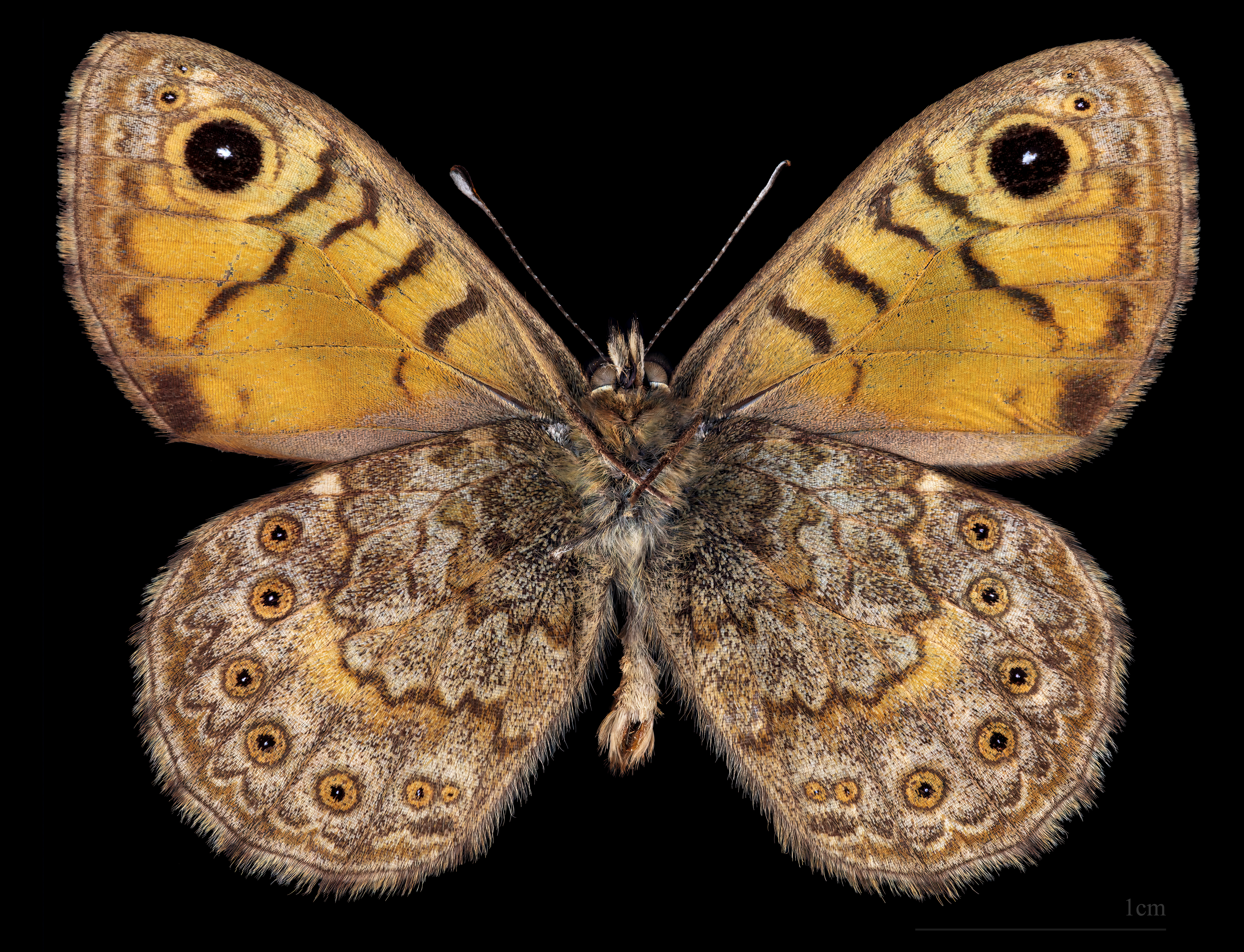
♂ △
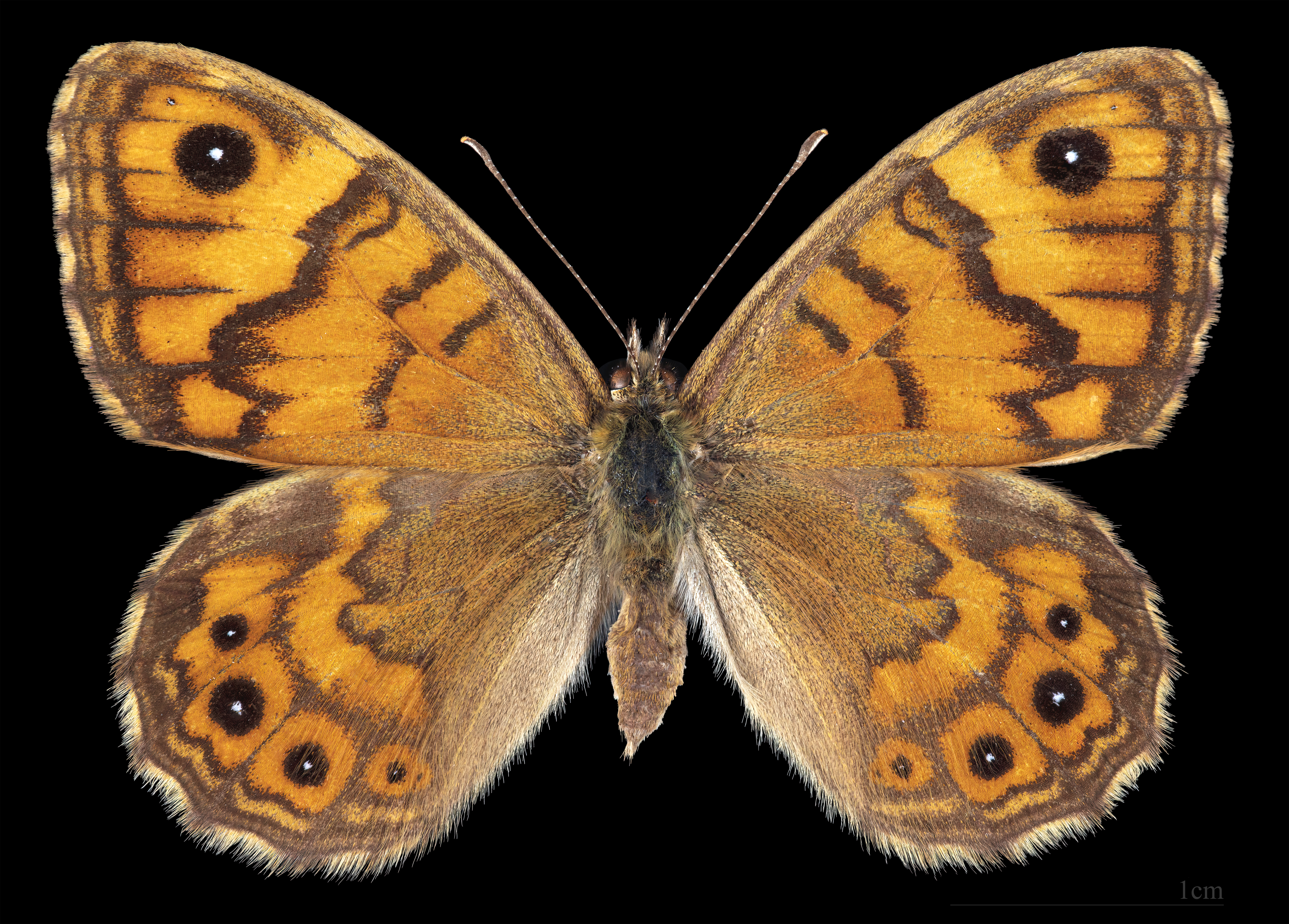
♀
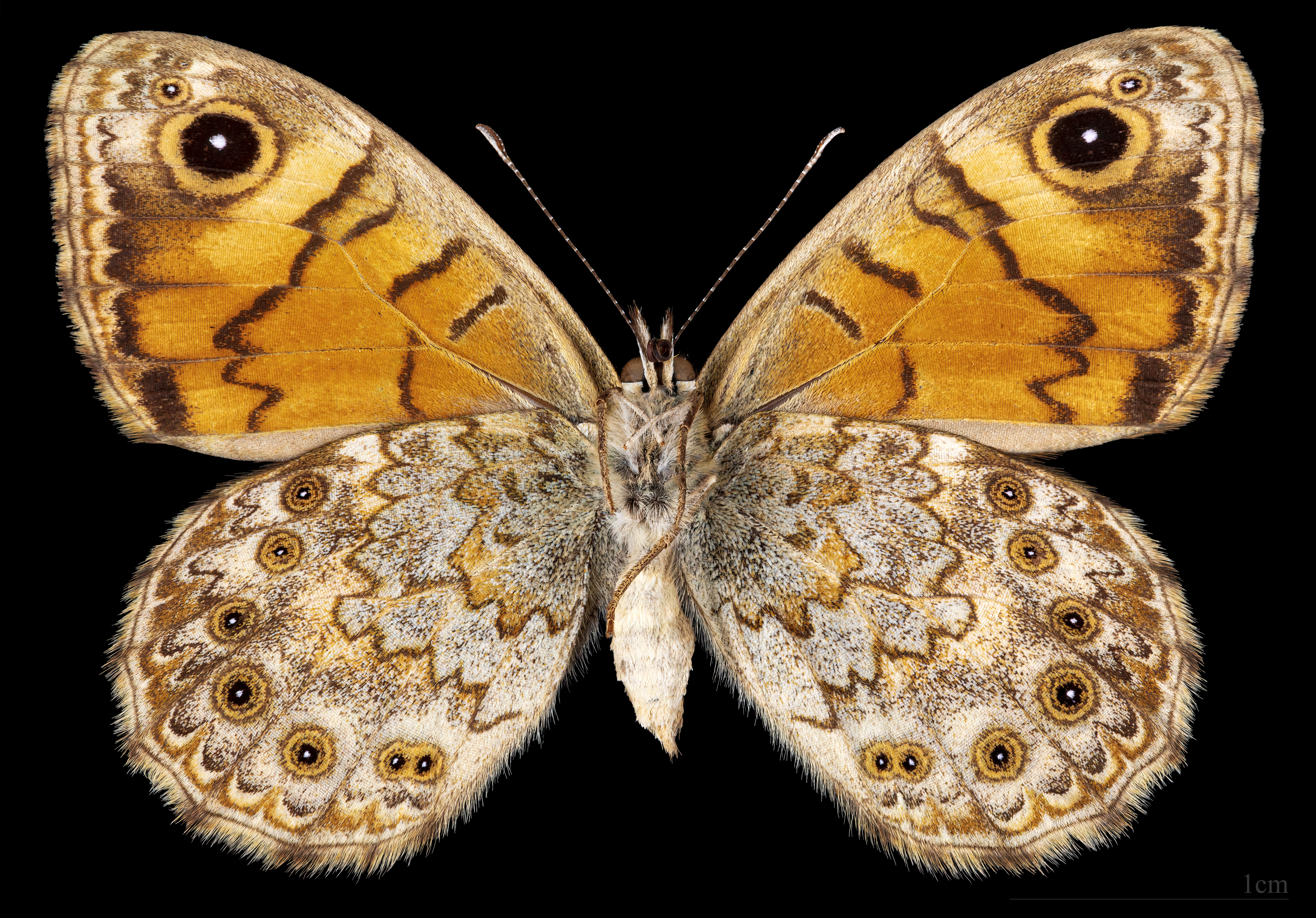
♀ △

Larven är grön med några smala ljusare längsgående linjer. Den blir upp till 25 millimeter lång.

## Levnadssätt
Värdväxter, de växter larven lever på och äter av, är olika gräs till exempel arter av gröen, svinglar och hundäxingar.
Flygtiden, den period när fjärilen är fullvuxen, imago, infaller i två generationer i maj-september. Svingelgräsfjärilens habitat, miljön den lever i, är torrare gräsmarker och soliga berg.

## Utbredning
Denna fjärils utbredningsområde omfattar norra Afrika, södra och centrala Europa genom Mindre Asien och så långt österut som till Iran. I Norden förekommer den längs kusterna i södra och västra Sverige och längs Norges sydöstligaste kust samt i hela Danmark.